# Олимпијски стадион у Кијеву
Олимпијски стадион у Кијеву (пуно име Национални спортски комплекс „Олимпијскиј“, укр. Національний спортивний комплекс „Олімпійський") је вишенаменски спортски стадион у главном граду Украјине Кијеву. Стадион је водећи спортски објекат у Украјини, и други по величини у источној Европи (први је московски стадион Лужњики). Стадион је реконструисан у периоду од 2008-2011. године, и поново отворен концертом Шакире 9. октобра 2011, а прва утакмица је одиграна између Украјине и Немачке која је завршена резултатом 3:3. На стадиону су се играли мечеви фудбалског турнира на ОИ 1980.
Стадион је био домаћин финалне утакмице Европског првенства у фудбалу 2012., одигране 1. јула, а у којој је Шпанија са 4:0 победила Италију.

## Ранији називи стадиона
- 1923 - Црвени стадион Троцког
- 1924-1935 - Црвени стадион
- 1936-1938 - Републички стадион Косиора
- 1938-1941 - Републички стадион
- 1941 - Републички стадион Хрушчова
- 1941-1943 - Свеукрајински стадион
- 1944-1962 - Републички стадион Хрушчова
- 1962-1979 - Централни стадион
- 1980-1995 - Републички стадион
- 1995-данас - НСК „Олимпијскиј“

## Утакмице наЕвропском првенству 2012.
| Датум         | Време (UTC+3) | 1. тим    | Рез.               | 2. тим  | Коло         | Гледалаца |
| ------------- | ------------- | --------- | ------------------ | ------- | ------------ | --------- |
| 11. јун 2012. | 21:45         | Украјина  | 2 : 1              | Шведска | Група Д      | 64.290    |
| 15. јун 2012. | 21:45         | Енглеска  | 3 : 2              | Шведска | Група Д      | 64.640    |
| 19. јун 2012. | 21:45         | Француска | 0 : 2              | Шведска | Група Д      | 63.010    |
| 24. јун 2012. | 21:45         | Енглеска  | 0 : 0 (2 : 4 пен.) | Италија | Четвртфинале | 64.340    |
| 1. јул 2012.  | 21:45         | Шпанија   | 4 : 0              | Италија | Финале       | 63.170    |